# 加納州立公園
加纳州立公园（Garner State Park）是位於美国德克萨斯州尤瓦爾迪縣的一个州立公园。

## 历史
1934年至1936年，加纳州立公园所在的土地被收购。1941年，加纳州立公园正式對外开放。该公园的名字來自於约翰·南斯·加纳。